# Gliclazida
La gliclazida es un medicamento antidiabético oral de la clase de las sulfonilureas de segunda generación, indicado en el tratamiento de la diabetes mellitus tipo 2, especialmente en pacientes cuya hiperglicemia no puede ser controlada solamente con modificaciones dietéticas. Se vende comercialmente en dosis de 80 mg para administrar entre 40 y 320 mg, cuya acción dura entre 12 y 215 horas.

## Mecanismo de acción
La gliclazida bloquea los canales de potasio dependientes de ATP que hay en las membranas de las células pancreaticas beta, mecanismo a través del cual provocan despolarización, entrada de calcio y liberación de insulina.